# 汉封乡
汉封乡是中国陕西省宝鸡市凤翔县下辖的一个乡。

## 行政区划
汉封乡下辖以下行政区：
汉封村、景村、洛城村、关村、豆村、西沟村、程家塬村、后沟塬村